# Evandro
Evandro Goebel (ur. 23 sierpnia 1986 w Blumenau) – brazylijski piłkarz występujący na pozycji pomocnika w angielskim klubie Hull City. Wychowanek Athletico Paranaense, w swojej karierze grał także w takich zespołach jak Goiás EC, SE Palmeiras, Desportivo Brasil, Atlético Mineiro, Vitória, Figueirense, Crvena zvezda oraz Estoril. Były reprezentant Brazylii do lat 20. Posiada także obywatelstwo serbskie.